# Roomanmolen (Belsele)
De Roomanmolen is een windmolenrestant in de tot de Oost-Vlaamse gemeente Sint-Niklaas behorende plaats Belsele, gelegen aan Belseledorp 17.
Deze ronde stenen molen van het type stellingmolen fungeerde als korenmolen.

## Geschiedenis
De molen werd gebouwd in 1862. Al in 1870 werd naast de windmolen een stoommaalderij opgericht. Het windbedrijf werd eveneens nog enige tijd voortgezet, maar in 1923 werden de wieken en de kap weggenomen. De mechanische maalderij bleef tot 1960 in gebruik. Omstreeks 2000 werd de romp van een nieuwe afdekking voorzien en er werd opnieuw een gaanderij aangebracht, deze was echter van metaal en smaller dan de oorspronkelijke. De romp werd omgebouwd tot woning. De maalinrichting op windkracht is geheel verdwenen. Op de benedenverdieping, die als mechanische maalderij dienst deed, zijn nog enkele overblijfselen van deze installatie aanwezig.